# Gabriel Ponce de León
Gabriel Fernando Ponce de León (Junín, Buenos Aires; 14 de marzo de 1979) es un piloto argentino de automovilismo. Desarrolló su carrera deportiva compitiendo en las principales categorías del automovilismo de su país, obteniendo singular éxito en el Turismo Competición 2000, donde supo proclamarse tricampeón en los años 2001, 2003 y 2005.
Debutó profesionalmente en la Fórmula Renault Argentina, donde obtuvo el campeonato del año 1998 y compitió además en el Turismo Carretera, la Clase 3 del Turismo Nacional y la Top Race V6. Durante su paso por el TC comandó también su propio equipo, junto a su hermano menor Mariano Ponce de León.

## Biografía
Sus inicios deportivos tuvieron lugar en el ámbito del Karting, donde compitió de la mano de su padre Roberto ("Piti"), quien lo acompañó durante toda su trayectoria en la atención y puesta en pista de sus máquinas. El progreso de Gabriel animó a Roberto a prepararle un monoplaza, propiciando de esta forma el debut profesional de su hijo en la Fórmula Renault Argentina (FRA) en 1996. Durante los años siguientes, Gabriel continuó compitiendo en la Fórmula con singular éxito, llegando a su punto máximo en el año 1998 con la obtención del campeonato argentino de FRA.
En ese mismo año 1998, ingresó como piloto de reserva de la escudería Berta Sport, quienes tras la obtención del campeonato de FRA, decidieron hacerlo debutar en las últimas fechas del campeonato de Turismo Competición 2000 al comando de un Ford Escort Zetec del equipo oficial YPF-Ford, como recompensa por el título obtenido. De esta forma, se daba el debut de Gabriel en competencias de automóviles de turismo.

## Resumen de carrera
| Temporada | Categoría                                      | Equipo                             | Carreras     | Victorias    | Poles        | VR           | Podios       | Puntos       | Pos.         |
| --------- | ---------------------------------------------- | ---------------------------------- | ------------ | ------------ | ------------ | ------------ | ------------ | ------------ | ------------ |
| 1996      | Fórmula Renault Argentina                      | s/d                                | 12           | 0            | 0            | 0            | 0            | 18           | 14.º         |
| 1997      | Fórmula Renault Argentina                      | s/d                                | 12           | 0            | 0            | 0            | 0            | 14           | 16.º         |
| 1998      | Fórmula Renault Argentina                      | s/d                                | 8            | 7            | 6            | 1            | 7            | 131          | 1.º          |
| 1998      | Turismo Competición 2000                       | YPF Ford                           | 8            | 1            | 1            | 1            | 1            | 39           | 14.º         |
| 1999      | Turismo Competición 2000                       | YPF Ford                           | 28           | 1            | 0            | 1            | 5            | 121          | 9.º          |
| 2000      | Turismo Competición 2000                       | YPF Ford                           | 14           | 1            | 1            | 1            | 2            | 81           | 5.º          |
| 2001      | Turismo Competición 2000                       | Ford YPF                           | 14           | 2            | 4            | 1            | 8            | 155          | 1.º          |
| 2002      | Turismo Carretera                              | Alifraco Sport                     | 12           | 0            | 1            | 0            | 1            | 56           | 25.º         |
| 2002      | Turismo Competición 2000                       | YPF Ford                           | 13           | 0            | 2            | 0            | 2            | 63           | 9.º          |
| 2003      | Turismo Carretera                              | La Plata Motorsport Alifraco Sport | 16           | 0            | 1            | 0            | 4            | 115,5        | 10.º         |
| 2003      | Turismo Competición 2000                       | Ford YPF                           | 14           | 2            | 2            | 2            | 5            | 123          | 1.º          |
| 2004      | Turismo Carretera                              | Alifraco Sport Lincoln Competición | 13           | 1            | 0            | 0            | 1            | 85,5         | 19.º         |
| 2004      | Turismo Competición 2000                       | Ford YPF                           | 14           | 4            | 1            | 1            | 6            | 126          | 2.º          |
| 2005      | Turismo Carretera                              | Lincoln Competición                | 15           | 1            | 2            | 0            | 3            | 143          | 9.º          |
| 2005      | Turismo Competición 2000                       | Ford YPF                           | 14           | 4            | 5            | 4            | 7            | 173          | 1.º          |
| 2005      | Top Race V6                                    | IDS Sports                         | 3            | 1            | 0            | s/d          | s/d          | 79           | 7.º          |
| 2006      | Turismo Carretera                              | Lincoln Competición                | 16           | 1            | 0            | 0            | 1            | 153          | 6.º          |
| 2006      | Turismo Competición 2000                       | Ford YPF                           | 14           | 3            | 9            | 2            | 6            | 166          | 3.º          |
| 2006      | Top Race V6                                    | IDS Sports                         | s/d          | 2            | 1            | s/d          | s/d          | 158          | 5.º          |
| 2007      | Turismo Carretera                              | Equipo Mar y Sierras               | 16           | 0            | 0            | 0            | 1            | 115,5        | 12.º         |
| 2007      | Turismo Competición 2000                       | Ford YPF                           | 14           | 1            | 0            | 0            | 1            | 87           | 9.º          |
| 2007      | Top Race V6                                    | IDS Sports                         | 12           | 0            | 2            | s/d          | 2            | 223          | 3.º          |
| 2008      | Turismo Carretera                              | Mar y Sierras Sportteam            | 15           | 1            | 0            | 0            | 2            | 170,5        | 6.º          |
| 2008      | Turismo Competición 2000                       | Ford YPF                           | 14           | 2            | 0            | 0            | 0            | 68           | 7.º          |
| 2008      | Top Race V6                                    | IDS Sports                         | 12           | 0            | 1            | 0            | 1            | 119          | 10.º         |
| 2009      | Turismo Carretera                              | Mar y Sierras Sportteam RAP Racing | 16           | 0            | 0            | 0            | 0            | 109          | 17.º         |
| 2009      | Turismo Competición 2000                       | Ford YPF                           | 13           | 1            | 0            | 0            | 1            | 85           | 6.º          |
| 2009      | Turismo Competición 2000 Copa Endurance Series | Ford YPF                           | 3            | 1            | 0            | 0            | 1            | 32           | 3.º          |
| 2009      | Top Race V6                                    | Tauro Sport Team                   | 13           | 0            | 1            | 1            | 1            | 8            | 26.º         |
| 2010      | Turismo Carretera                              | Lincoln Sport Group                | 16           | 2            | 3            | 3            | 7            | 221,5        | 2.º          |
| 2010      | Turismo Competición 2000                       | Ford YPF                           | 13           | 1            | 1            | 1            | 1            | 51           | 12.º         |
| 2010      | Turismo Competición 2000 Copa Endurance Series | Ford YPF                           | 3            | 0            | 0            | 0            | 0            | 9            | 11.º         |
| 2011      | Turismo Carretera                              | Lincoln Sport Group GPG Racing     | 15           | 0            | 1            | 0            | 2            | 154,25       | 8.º          |
| 2011      | Turismo Competición 2000                       | Equipo Fiat Oil Combustibles       | 13           | 0            | 0            | 0            | 0            | 101          | 12.º         |
| 2011      | Turismo Nacional Clase 3                       | FP Racing                          | 11           | 0            | 0            | 0            | 0            | 97           | 12.º         |
| 2012      | Turismo Carretera                              | GPG Racing                         | 16           | 1            | 1            | 0            | 2            | 175,25       | 5.º          |
| 2012      | Súper TC 2000                                  | Honda Petrobras                    | 13           | 0            | 0            | 0            | 0            | 73,5         | 13.º         |
| 2013      | Turismo Carretera                              | Martínez Competición               | 15           | 1            | 0            | 0            | 1            | 300,5        | 16.º         |
| 2013      | Top Race V6                                    | Octanos Competición                | 12           | 0            | 0            | 0            | 1            | 20           | 8.º          |
| 2014      | Turismo Carretera                              | Ponce de León Competición          | 16           | 0            | 0            | 0            | 0            | 323,5        | 12.º         |
| 2014      | TC Mouras Torneo de pilotos invitados          | JPG Racing                         | 1            | 0            | 0            | 0            | 0            | 12           | 30.º         |
| 2014      | Súper TC 2000                                  | Toyota Team Argentina              | 1            | 0            | 0            | 0            | 0            | -            | -            |
| 2014      | Stock Car Brasil                               | Shell Racing                       | 1            | 0            | 0            | 0            | 0            | -            | -            |
| 2015      | Turismo Carretera                              | Ponce de León Competición          | 16           | 0            | 0            | 0            | 1            | 310,5        | 17.º         |
| 2015      | Súper TC 2000                                  | Toyota Team Argentina              | 1            | 1            | 0            | 0            | 1            | -            | -            |
| 2016      | Turismo Carretera                              | Ponce de León Competición          | 16           | 0            | 0            | 0            | 0            | 373          | 22.º         |
| 2016      | Súper TC 2000                                  | Toyota Team Argentina              | 1            | 0            | 0            | 0            | 1            | -            | -            |
| 2017      | Turismo Carretera                              | Ponce de León Competición          | 15           | 0            | 0            | 1            | 1            | 261          | 24.º         |
| 2017      | Súper TC 2000                                  | Toyota Gazoo Racing Argentina      | 12           | 0            | 0            | 1            | 0            | 52,5         | 17.º         |
| 2017      | Top Race V6                                    | Toyota Gazoo Racing Argentina      | 15           | 0            | 0            | 1            | 3            | 140          | 3.º          |
| 2018      | Turismo Carretera                              | Ponce de León Racing               | 14           | 0            | 0            | 1            | 1            | 256,75       | 26.º         |
| 2018      | Top Race V6                                    | Toyota Gazoo Racing Argentina      | 13           | 0            | 0            | 0            | 1            | 59           | 9.º          |
| 2019      | Turismo Carretera                              | Ponce de León Racing               | 14           | 0            | 0            | 0            | 1            | 235          | 21.º         |
| 2019      | Top Race V6                                    | Lincoln Sport Group/ Inbest Racing | 16           | 0            | 0            | 0            | 2            | 91           | 8.º          |
| 2019      | Súper TC 2000                                  | Renault Sport                      | 1            | 0            | 0            | 0            | 0            | -            | -            |
| 2020      | Turismo Carretera                              | Ponce de León Racing               | 11           | 0            | 0            | 0            | 0            | 101,5        | 31.º         |
| 2021      | Turismo Carretera                              | Ponce de León Racing               | 14           | 0            | 0            | 0            | 0            | 180          | 32.º         |
| 2021      | Súper TC 2000                                  | Puma Energy Honda Racing           | 1            | 0            | 0            | 0            | 0            | -            | -            |
| 2022      | Turismo Carretera                              | Escudería G129                     | 15           | 0            | 0            | 0            | 0            | 164          | 30.º         |
| 2023      | Turismo Carretera                              | UR Racing                          | Disputándose | Disputándose | Disputándose | Disputándose | Disputándose | Disputándose | Disputándose |
| Fuente:   |                                                |                                    |              |              |              |              |              |              |              |

## Resultados

### Trayectoria en Top Race
| Temporada | Categoría   | Equipo              | Automóvil            | Posición             |
| --------- | ----------- | ------------------- | -------------------- | -------------------- |
| 2005      | Top Race V6 | IDS Sport           | Ford Mondeo II       | 7.º (79.00 puntos)   |
| 2006      | Top Race V6 | IDS Sport           | Ford Mondeo II       | 5.º (158.00 puntos)  |
| 2007      | Top Race V6 | IDS Sport           | Ford Mondeo II       | 3.º (223.00 puntos)  |
| 2008      | Top Race V6 | IDS Sport           | Ford Mondeo II       | 10.º (119.00 puntos) |
| 2009      | Top Race V6 | Tauro Sport Team    | Ford Mondeo II       | 26.º (8.00 puntos)   |
| 2013      | Top Race V6 | Guidi Competición   | Volkswagen Passat CC | 8.º (20.00 puntos)   |
| 2017      | Top Race V6 | Toyota Gazoo Racing | Toyota Camry XV50    | 3.º (140.00 puntos)  |
| 2018      | Top Race V6 | Toyota Gazoo Racing | Toyota Camry XV50    | 9.º (59.00 puntos)   |
| 2019      | Top Race V6 | Lincoln Sport Group | Ford Mondeo III      | 8.º (91.00 puntos)   |
| 2019      | Top Race V6 | Inbest Racing       | Ford Mondeo III      | 8.º (91.00 puntos)   |

### Turismo Competición 2000
| Año  | Equipo                       | Auto           | 1    | 2    | 3     | 4     | 5     | 6    | 7     | 8     | 9      | 10     | 11     | 12    | 13    | 14     | 15  | 16  | 17    | 18    | 19     | 20     | 21     | 22     | 23    | 24    | 25    | 26    | 27     | 28     | Res. | Puntos |
| ---- | ---------------------------- | -------------- | ---- | ---- | ----- | ----- | ----- | ---- | ----- | ----- | ------ | ------ | ------ | ----- | ----- | ------ | --- | --- | ----- | ----- | ------ | ------ | ------ | ------ | ----- | ----- | ----- | ----- | ------ | ------ | ---- | ------ |
| 1998 |                              |                | AG I | AG I | MDP I | MDP I | RC I  | RC I | SJU I | SJU I | OLA    | OLA    | GR     | GR    | PAR I | PAR I  | BA  | BA  | BB    | BB    | SJU II | SJU II | MDP II | MDP II | RC II | RC II | AG II | AG II | PAR II | PAR II | 14.º | 39     |
| 1998 | YPF Ford                     | Ford Escort VI |      |      |       |       |       |      |       |       |        |        |        |       |       |        |     |     |       |       | 8      | Ret    | 7      | Ret    | 9     | 1     | WD    | WD    | 4      | 16†    | 14.º | 39     |
| 1999 |                              |                | AG I | AG I | MDP   | MDP   | POS   | POS  | OLA   | OLA   | RC     | RC     | BA I   | BA I  | BB    | BB     | TRE | TRE | AG II | AG II | GR     | GR     | RAF    | RAF    | PAR   | PAR   | SJO   | SJO   | BA II  | BA II  | 9.º  | 121    |
| 1999 | YPF Ford                     | Ford Escort VI | 4    | Ret  | 10    | Ret   | Ret   | 7    | Ret   | 7     | 22†    | 3      | Ret    | 2     | 8     | 5      | 14  | Ret | 1     | Ret   | 3      | 8      | 10     | 6      | Ret   | 6     | 3     | 7     | Ret    | 14     | 9.º  | 121    |
| 2000 |                              |                | RC I | TRE  | AG    | SJU I | PAR I | OBE  | BB    | RAF   | BA I   | SJO    | SJU II | RC II | BA II | PAR II |     |     |       |       |        |        |        |        |       |       |       |       |        |        | 5.º  | 81     |
| 2000 | YPF Ford                     | Ford Escort VI | 7    | 9    | 9     | 1     | 10    | 6    | 7     | Ret   | 8      | Ret    | 4      | 3     | 5     | 5      |     |     |       |       |        |        |        |        |       |       |       |       |        |        | 5.º  | 81     |
| 2001 |                              |                | RAF  | RC   | BB    | SJU I | PAR   | BA I | OBE   | AG I  | SJO    | SJU II | MDA    | RES   | AG II | BA II  |     |     |       |       |        |        |        |        |       |       |       |       |        |        | 1.º  | 155    |
| 2001 | Ford YPF                     | Ford Escort VI | 3    | 1    | 2     | Ex.   | 15†   | 2    | 2     | 3     | 5      | 2      | 6      | 1     | 4     | 8      |     |     |       |       |        |        |        |        |       |       |       |       |        |        | 1.º  | 155    |
| 2002 |                              |                | GR   | RC   | SJU I | BB    | RES   | OBE  | AG    | SAL   | SJU II | PAR    | BA     | SRA   | PIG   | MDP    |     |     |       |       |        |        |        |        |       |       |       |       |        |        | 9.º  | 63     |
| 2002 | YPF Ford                     | Ford Focus I   | 3    | 5    | Ex.   | 12    | 9     |      | Ret   | 6     | Ret    | Ret    | 3      | 4     | 4     | 8      |     |     |       |       |        |        |        |        |       |       |       |       |        |        | 9.º  | 63     |
| 2003 |                              |                | SL I | GR   | TRE   | SJU   | BB    | OBE  | RC    | SAL   | RES    | SR     | BA     | SL II | AG    | MDP    |     |     |       |       |        |        |        |        |       |       |       |       |        |        | 1.º  | 123    |
| 2003 | Ford YPF                     | Ford Focus I   | 2    | 7    | 1     | 6     | 4     | Ret  | 17    | 10    | 1      | 4      | 2      | 6     | 3     | 9      |     |     |       |       |        |        |        |        |       |       |       |       |        |        | 1.º  | 123    |
| 2004 |                              |                | GR   | VIE  | SJU   | PAR   | SL    | OBE  | AG    | CON   | RC     | SRA    | BB     | BA    | RAF   | MDP    |     |     |       |       |        |        |        |        |       |       |       |       |        |        | 2.º  | 126    |
| 2004 | Ford YPF                     | Ford Focus I   | 3    | 1    | Ex.   | Ret   | 16†   | 10   | 12    | Ex.   | 2      | 1      | 6      | 1     | Ret   | 1      |     |     |       |       |        |        |        |        |       |       |       |       |        |        | 2.º  | 126    |
| 2005 |                              |                | BA I | PAR  | VIE   | SJU   | OLA   | AG   | CUR   | OBE   | RAF    | SRA    | CON    | BA II | SL    | GR     |     |     |       |       |        |        |        |        |       |       |       |       |        |        | 1.º  | 173    |
| 2005 | Ford YPF                     | Ford Focus I   | 9    | Ret  | 1     | Ret   | 1     | 2    | 9     | 2     | 1      | 1      | 3      | Ret   | 6     | 4      |     |     |       |       |        |        |        |        |       |       |       |       |        |        | 1.º  | 173    |
| 2006 |                              |                | BA I | OLA  | CR    | VIE   | SFE   | SJU  | SRA   | RES   | CUR    | SMM    | GR     | BA II | OBE   | PAR    |     |     |       |       |        |        |        |        |       |       |       |       |        |        | 3.º  | 166    |
| 2006 | Ford YPF                     | Ford Focus I   | 4    | 1    | Ret   | 5     | 2     | Ret  | 1     | 7     | 20     | 2      | 1      | Ret   | 2     | 6      |     |     |       |       |        |        |        |        |       |       |       |       |        |        | 3.º  | 166    |
| 2007 |                              |                | CR   | GR   | BB    | SMM   | SJU   | SP   | AG    | SFE   | SRA    | VIE    | BA     | OBE   | SL    | PDE    |     |     |       |       |        |        |        |        |       |       |       |       |        |        | 9.º  | 87     |
| 2007 | Ford YPF                     | Ford Focus I   | 5    | 1    | 7     | 6     | 5     | 5    | 8     | 4     | Ret    | 7      | 21†    | 6     | 16    | 8      |     |     |       |       |        |        |        |        |       |       |       |       |        |        | 9.º  | 87     |
| 2008 |                              |                | PAR  | SAL  | GR    | SFE   | SJU   | RES  | AG    | BA    | OBE    | TRH    | VIE    | SMM   | PDF   | PDE    |     |     |       |       |        |        |        |        |       |       |       |       |        |        | 7.º  | 68     |
| 2008 | Ford YPF                     | Ford Focus I   | 7    | 11   | 5     | 6     | 1     | 10   | 20†   | 12    | Ret    | 9      | 9      | 1     | 13    | Ret    |     |     |       |       |        |        |        |        |       |       |       |       |        |        | 7.º  | 68     |
| 2009 |                              |                | AG   | GR   | OBE   | SMM   | TRH   | RES  | BA    | CEN   | SFE    | SFE    | SJU    | SJU   | PDF   |        |     |     |       |       |        |        |        |        |       |       |       |       |        |        | 6.º  | 85     |
| 2009 | Ford YPF                     | Ford Focus I   | Ret  | 4    | 6     | Ret   | 21    | 5    | Ret   | 7     | 5      | 6      | 6      | 8     | 1     |        |     |     |       |       |        |        |        |        |       |       |       |       |        |        | 6.º  | 85     |
| 2010 |                              |                | PDE  | SMM  | GR    | AG    | RES   | TRH  | LR    | SFE   | SFE    | CEN    | OBE    | BA    | PDF   |        |     |     |       |       |        |        |        |        |       |       |       |       |        |        | 12.º | 51     |
| 2010 | Ford YPF                     | Ford Focus II  | 8    | 9    | 9     | 1     | 7     | 6    | Ret   | 11    | 18†    | 9      | Ret    | Ret   | 9     |        |     |     |       |       |        |        |        |        |       |       |       |       |        |        | 12.º | 51     |
| 2011 |                              |                | GR   | SFE  | SFE   | SMM   | SJU   | RES  | AG    | TRH   | LPL    | TRE    | JUN    | PDF   | PAR   |        |     |     |       |       |        |        |        |        |       |       |       |       |        |        | 12.º | 101    |
| 2011 | Equipo Fiat Oil Combustibles | Fiat Linea     | 9    | 13   | 20†   | 6     | 5     | 11   | 4     | 15    | 21     | 13     | 20     | 6     | 5     |        |     |     |       |       |        |        |        |        |       |       |       |       |        |        | 12.º | 101    |

#### Copa Endurance Series
| Año  | Equipo   | Auto          | 1   | 2   | 3   | Res. | Puntos |
| ---- | -------- | ------------- | --- | --- | --- | ---- | ------ |
| 2009 |          |               | TRH | BA  | PDF | 3.º  | 32     |
| 2009 | Ford YPF | Ford Focus I  | 21  | Ret | 1   | 3.º  | 32     |
| 2010 |          |               | TRH | CEN | BA  | 11.º | 9      |
| 2010 | Ford YPF | Ford Focus II | 6   | 9   | Ret | 11.º | 9      |

### Súper TC 2000
| Año  | Equipo                        | Auto              | 1    | 2    | 3     | 4     | 5   | 6    | 7   | 8   | 9      | 10     | 11    | 12  | 13    | 14    | 15    | 16  | 17  | 18  | 19  | 20    | 21    | 22   | Res. | Puntos |
| ---- | ----------------------------- | ----------------- | ---- | ---- | ----- | ----- | --- | ---- | --- | --- | ------ | ------ | ----- | --- | ----- | ----- | ----- | --- | --- | --- | --- | ----- | ----- | ---- | ---- | ------ |
| 2012 |                               |                   | AG   | BA   | ROS   | SJU   | GR  | OBE  | RAF | SMM | RC     | SFE    | SFE   | SAL | PDF   |       |       |     |     |     |     |       |       |      | 13.º | 73,5   |
| 2012 | Honda Petrobras               | Honda Civic IX    | Ret  | Ret  | 9     | 11    | 12  | 6    | 4   | 14  | 11     | 9      | 8     | 13  | 19†   |       |       |     |     |     |     |       |       |      | 13.º | 73,5   |
| 2014 |                               |                   | RAF  | VIE  | AG    | ROS   | TOA | BA   | RES | SFE | SFE    | SJU    | TRH   | COD | PDF   |       |       |     |     |     |     |       |       |      | -    | -      |
| 2014 | Toyota Team Argentina         | Toyota Corolla XI |      |      |       |       |     | 18   |     |     |        |        |       |     |       |       |       |     |     |     |     |       |       |      | -    | -      |
| 2015 |                               |                   | JUN  | ROS  | OBE   | TRH   | RAF | SL I | SFE | SFE | TOA    | GR     | SMM   | AG  | SL II |       |       |     |     |     |     |       |       |      | -    | -      |
| 2015 | Toyota Team Argentina         | Toyota Corolla XI |      |      |       |       |     |      |     |     | 1      |        |       |     |       |       |       |     |     |     |     |       |       |      | -    | -      |
| 2016 |                               |                   | TRE  | ROS  | SMM   | AG I  | TRH | OBE  | BA  | SFE | SFE    | TOA    | SJU   | GR  | GR    | AG II |       |     |     |     |     |       |       |      | -    | -      |
| 2016 | Toyota Team Argentina         | Toyota Corolla XI |      |      |       |       |     |      | 2   |     |        |        |       |     |       |       |       |     |     |     |     |       |       |      | -    | -      |
| 2017 |                               |                   | BA I | PDF  | SMM   | ROS   | ROS | TRH  | RAF | OBE | SFE    | SFE    | BA II | SJU | GR    | AG    |       |     |     |     |     |       |       |      | 17.º | 52,5   |
| 2017 | Toyota Gazoo Racing Argentina | Toyota Corolla XI | 9    | 4    | 15    | 19    | 15  | 21   | 13  | Ret | 19†    | NL     | 8     | Ret | NL    | 13    |       |     |     |     |     |       |       |      | 17.º | 52,5   |
| 2019 |                               |                   | AG   | GR   | VIL   | ROS   | PAR | SAL  | SNI | SJU | SMM    | SMM    | BA    | RC  | CEN   |       |       |     |     |     |     |       |       |      | -    | -      |
| 2019 | Renault Sport                 | Renault Fluence   |      |      |       |       |     |      |     |     |        |        | 5     |     |       |       |       |     |     |     |     |       |       |      | -    | -      |
| 2021 |                               |                   | BA I | BA I | BA II | BA II | AG  | AG   | SNI | SNI | BA III | BA III | PAR   | PAR | TOA   | TOA   | BA IV | VIL | VIL | ROS | ROS | AG II | AG II | BA V | -    | -      |
| 2021 | Puma Energy Honda Racing      | Honda Civic X     |      |      |       |       |     |      |     |     |        |        |       |     |       |       | Ret   |     |     |     |     |       |       |      | -    | -      |

## Palmarés
| Título     | Categoría                 | Automóvil         | Año  |
| ---------- | ------------------------- | ----------------- | ---- |
| Campeón    | Fórmula Renault Argentina | Crespi-Renault    | 1998 |
| Campeón    | Turismo Competición 2000  | Ford Escort Zetec | 2001 |
| Campeón    | Turismo Competición 2000  | Ford Focus I      | 2003 |
| Campeón    | Turismo Competición 2000  | Ford Focus I      | 2005 |
| Tercero    | Top Race V6               | Ford Mondeo       | 2007 |
| Subcampeón | Turismo Carretera         | Ford Falcon       | 2010 |
| Tercero    | Top Race V6               | Toyota Camry XV50 | 2017 |